# 莫图杰
8°38′33″S 179°04′51″E / 8.6426°S 179.08088°E

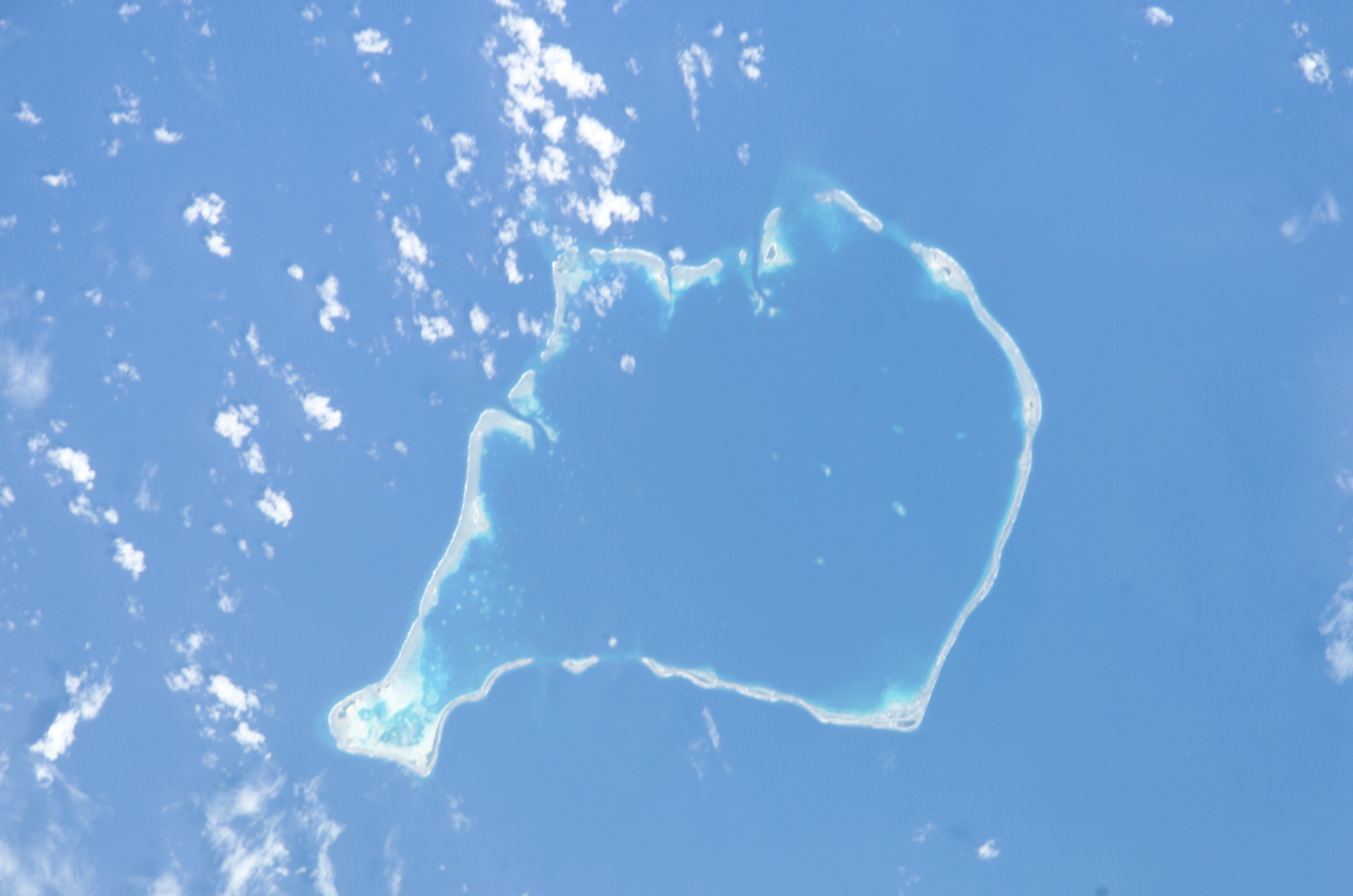
富納富提全圖

莫图杰（英語：Motugie Isle）是一個位於吐瓦魯首都富納富提的一座珊瑚礁島嶼。該島海拔為4米。該島平均温度为2度。最热的月份是3月，氣溫为12度，最冷的時候為7月，氣溫为0度。該島年平均降雨量为3,977毫米。最潮湿的月份是1月，降雨量为678毫米，最乾燥的4月降雨量为180毫米。